# Andy Boychuk
Andy Boychuk, född 17 maj 1941, är en friidrottare från Kanada. Han deltog vid olympiska sommarspelen 1968.